# Axel Møller (arkitekt)
 Der er flere personer med dette navn, se Axel Møller.
Axel Møller (født 6. januar 1862 i Hjørring, død 22. januar 1943 i København) var en dansk arkitekt, der især har sat sig præg på Hjørring. Han efterfulgte P.C. Bønecke som stadsbygmester i Københavns Kommune (ikke at forveksle med stadsarkitekt) 1911-1932.
Axel Møller var søn af købmand, senere bankdirektør Peder Kierkemann Møller og Marie Vilhelmine f. Haugaard. Han tog præliminæreksamen i Hjørring 1876, gik på C.V. Nielsens Tegneskole i København 1876, blev dernæst murersvend 1880 og tog afgang fra Teknisk Skole 1881. Han læste på Kunstakademiet fra september 1881 indtil afgang 1886.
Møller arbejdede en tid under Ludvig Fenger, Emil Blichfeldt og Martin Nyrop og var ansat hos Vilhelm Dahlerup 1889, hos hvem han tog sig af udsmykningen af Jesuskirken i Valby og var konduktør ved bygningerne i Københavns Frihavn. 1901 blev han ansat ved Københavns Bygningskommission og var konstitueret, senere fastansat stadsbygmester 1911-32.
Han var også formand for bestyrelsen for Marie Hansens og Theophilus Hansens rejselegat, medlem af bestyrelsen for Arbejdernes Byggeforening, bygningskyndig rådgiver for Justitsministeriet og senere for Indenrigsministeriet, censor i bygningsret ved Kunstakademiets Arkitektskole og ved Teknisk Skole. Endvidere Ridder af Dannebrog.
Han var i Tyskland, Schweiz, Italien (Rom) 1885, 1888, 1911 og senere på årlige rejser, i Newcastle upon Tyne, Glasgow, Edinburgh 1887, Berlin, Prag, Wien 1892 og 1896, Budapest 1896, London, Amsterdam 1903 og Sverige 1915.
Møller giftede sig 6. januar 1887 i Hjørring med Anna Nielsine Christensen (3. september 1860 i Løkken – 22. april 1932 i København), datter af købmand Conrad C. og Karen Marie Christensen. Han er begravet på Assistens Kirkegård.

## Værker
- Vor Frelsers Kirke, Esbjerg med udvidelse af samme (1. præmie 1887, 1897)
- Bolig- og forretningsbebyggelse for købmand Oscar Møller, Hjørring (1887)
- Restaurering af Skads Kirke (1888)
- Restaurering af Jerne Kirke (1891)
- Håndværkerstiftelsen, Hjørring (1891)
- Ombygning af Villa Bell' Mare, Skovshoved (1892)
- Staldbygning, sammesteds (1895)
- Forpagterbolig, Louisenfredsgård, Skåne (1892)
- Tilbygning, Faxe Kalkbruds direktørbolig, Faxe Ladeplads (1893, ombygning 1903)
- Vestre Kommuneskole, Hjørring (1894)
- Udvidelse af Høygaards Stiftelse, Nibe (1897)
- Ligkapel, Esbjerg (1898)
- Løkken Kirke (1899)
- Nibe Sparekasse (1901)
- Vrå Præstegård, Vrå (1901)
- Forretnings- og boligbebyggelse for fabrikant Ernst Pedersen, Hjørring (1902)
- Bestyrerbolig, Hjørring Gasværk (1903)
- Hjørring Discontobank (1904)
- Ombygning af Herfølge Præstegård, Herfølge (1905)
- Forretnings- og boligbebyggelse for fabrikant Sophus Thomsen, Hjørring (1906)
- Villa for faderen, bankdirektør Peder Møller, Hjørring (1908)

Desuden kunstindustrielle arbejder og møbler.